# 喪失の儀礼
『喪失の儀礼』（そうしつのぎれい）は、松本清張の長編推理小説である。「処女空間」のタイトルで『小説新潮』に連載され（1969年1月号 - 12月号）、1972年11月に新潮社から刊行された。名古屋のホテルと深大寺で起こった医師連続殺人事件の謎を追うミステリー長編。
1994年・2003年・2016年にテレビドラマ化されている。

## あらすじ
名古屋で内科医の学会に参加した住田友吉は、知人に会うと言って日本ライン沿いのホテルを出たあと、名古屋駅近くのホテルの客室内で、死体となって発見された。女性関係や医療関係の線で捜査が進む中、名古屋中署の大塚刑事は、住田が投稿していた現代俳句誌「秀樹」の関係者にあたる。他方、東京・調布近くの深大寺で、再び医師の死体が発見された。被害者のポケットから犬山の土産物屋のレシートが発見されたことを聞いた大塚は、警視庁の須田一係長と共に捜査を続けるが、やがて謎の赤毛の女が浮上する。

## 登場人物
大塚刑事
名古屋中署のベテラン部長刑事。
田村刑事
名古屋中署の若手刑事。独身。
須田警部補
警視庁捜査一課一係長。大塚刑事らと事件の捜査にあたる。
住田友吉
明和医科大学病院の診療主任。38歳。
小池為吉
栄光製薬の販売部係長。
三木章一
業界誌「医事通信」編集長。
山科伊佐緒
現代俳句誌「秀樹」の主宰者。
香原順治郎
香原医院院長。43歳。
萩原和枝
住田友吉に俳句を評価されていた60歳過ぎの女性。
萩原雄一
萩原和枝の息子。脊椎カリエスを病む。27歳。
萩原美奈子
萩原雄一の妻。夫の看護をしている。

## テレビドラマ

### 1994年版
『松本清張スペシャル 喪失の儀礼』のタイトルで、1994年1月18日21時3分 - 22時54分に日本テレビ系「火曜サスペンス劇場」枠にて放送された。最初の死体が発見されるホテル、大塚刑事の所属ともに仙台の設定。視聴率22.2%（ビデオリサーチ調べ、関東地区）。

#### キャスト
- 大塚雅夫：古谷一行 （仙台中央署の刑事）
- 大塚の妻：大塚良重
- 萩原和枝：吉行和子 （俳句を詠む60歳過ぎの婦人）
- 萩原美奈子：洞口依子 （萩原雄一の妻）
- 由利元道子（ユリー）：芳本美代子 （コールガール）
- 小池為浩：火野正平 （エイコー医療機器の販売部係長）
- 田村刑事：日下翔平 （大塚刑事の相棒）
- 須田一課長：佐々木勝彦 （警視庁捜査一課長）
- 住田友芳：森下哲夫 （明和医科大病院の内科診療主任）
- 香原順治郎：頭師孝雄 （香原クリニックの院長）
- 山科伊佐緒：小島三児 （俳句誌「秀樹社」の主宰者）
- 萩原雄一：北山雅康 （萩原和枝の長男）
- 萩原修二：藤井裕士
- 三木章一：平野稔 （業界誌「医事通信者」編集長）
- 救急車班長：佐々木敏
- 杉原：加島潤 （食器店主）
- 大家：野村昇史
- 藤村竹子：斉藤林子 （看護婦）
- 杉原の妻：池田道枝
- 羽生昭彦、中平良夫、徳江長政、小森英明、高橋勝、星野晃、北斗辰典、宇野正洋、松井孝広、北出真也、川島美津子、井出みな子、松原ひろの、伊藤幸恵、星野仁美、子迫三喜子、藤野智美 ほか

#### スタッフ
- 脚本：大野靖子
- 監督：松尾昭典
- 音楽：川村栄二
- 選曲：山川繁
- 助監督：三好雄大
- 技斗：森岡隆見
- 技術協力：ビデオフォーカス
- ロケ協力：秋保温泉ホテル瑞鳳、深大寺、川崎中央病院（現：川崎社会保険病院）、フクダ電子 ほか
- 音楽協力：日本テレビ音楽
- プロデューサー：田中浩三（松竹）、嶋村正敏（日本テレビ）、林悦子（霧企画）
- 企画：長富忠裕
- 制作：松竹、霧企画

| 日本テレビ系列 火曜サスペンス劇場             | 日本テレビ系列 火曜サスペンス劇場               | 日本テレビ系列 火曜サスペンス劇場               |
| 前番組                                        | 番組名                                          | 次番組                                          |
| --------------------------------------------- | ----------------------------------------------- | ----------------------------------------------- |
| 淫らな骨 （原作：土屋隆夫） （1994年1月11日） | 松本清張スペシャル 喪失の儀礼 （1994年1月18日） | 夜の事情 （原作：連城三紀彦） （1994年1月25日） |

### 2003年版
『松本清張特別企画 喪失の儀礼』のタイトルで、2003年11月30日21時 - 23時24分にBSジャパンの「BSミステリー」枠にて放送された。地上波では、同年12月3日20時54分 - 23時18分にテレビ東京系の「女と愛とミステリー」枠にて放送された。大塚刑事の所属はいわきの設定。

#### キャスト（2003年版）
- 萩原和枝：泉ピン子
- 大塚利夫：大地康雄 （いわき中央署の刑事）
- 小池為吉：萩原流行 （栄光医療機器の営業マン）
- 萩原美奈子：川上麻衣子 （萩原雄一の妻）
- 萩原雄一：大鶴義丹 （萩原和枝の長男）
- 田村刑事：高橋和也 （大塚刑事の部下）
- ユリ：川村ひかる
- 大塚さち子：阿木燿子
- 住田友吉：清水綋治 （明和医大病院医局の医師）
- 須田一係長：河原崎建三
- 山田亀郎：岡本信人
- 香原順治郎：西沢利明 （香原医院の院長）
- 萩原修二：池田幹
- エミ：川島令美
- 草薙幸二郎
- 中島久之
- 津村鷹志
- 宝積有香
- 服部妙子
- 京晋佑
- 重松収
- 斉藤あきら
- 杉村暁

#### スタッフ（2003年版）
- 脚本：大野靖子
- 監督：広瀬襄
- ロケ協力：いわきフィルムコミッション、いわき市商工観光部、いわき商工会議所、常磐交通自動車 ほか
- カースタント：ウェルムーブ
- 技術協力：映広、東映化学TOVIC
- プロデュース：不破敏之、小坂一雄
- 製作：テレビ東京、BSジャパン、ナック、レオナ企画

| テレビ東京系列 女と愛とミステリー                                       | テレビ東京系列 女と愛とミステリー             | テレビ東京系列 女と愛とミステリー                          |
| 前番組                                                                  | 番組名                                        | 次番組                                                     |
| ----------------------------------------------------------------------- | --------------------------------------------- | ---------------------------------------------------------- |
| 多摩南署たたき上げ刑事・近松丙吉3 （原作：東野圭吾） （2003年11月26日） | 松本清張特別企画 喪失の儀礼 （2003年12月3日） | 夏樹静子サスペンス 訃報は午後二時に届く （2003年12月10日） |

### 2016年版
『松本清張特別企画 喪失の儀礼』のタイトルで、2016年3月30日21時 - 23時8分にテレビ東京系で放送された。大塚刑事の所属は静岡県の設定。

#### キャスト（2016年版）
- 大塚京介：村上弘明[1] （静岡県警捜査一課の刑事）
- 須田浩平：陣内孝則[1] （警視庁捜査一課の刑事）
- 田村美咲：剛力彩芽[1] （静岡県警捜査一課の新人刑事で大塚の後輩）
- 小池邦彦：石黒賢[2] （光栄医療の販売部係長）
- 小池綾乃：菜葉菜（小池邦彦の妻）
- 住田友好：野村宏伸[2] （明昭医科大学付属病院の講師で、現代俳句誌「秀樹」の選者）
- 住田文子：舟木幸（住田友好の妻）
- 香原順治郎：高杉亘[2] （香原病院の院長）
- 萩原和枝：吉行和子[2] （俳句の会の会員）
- 萩原雄一：長谷川朝晴[2] （萩原和枝の長男）
- 萩原美奈子：笛木優子[2] （萩原雄一の妻）
- 萩原修二：高杉瑞穂（萩原和枝の次男）
- 香原由佳：黒沢あすか[2] （香原院長の妻）
- 黒崎守：尾崎右宗（住田の同僚）
- 三木章一：伊東孝明（ブラックジャーナリスト）
- 加藤：中野剛（「ナガチ外科病院」医師）
- 藤田芳恵：内藤理沙（香原院長の愛人）
- 岡村隆明：辻本祐樹（小池の部下）
- 脇坂宏昌：金子昇[2] （警視庁捜査一課の巡査部長）
- 小笠原守：春田純一[2] （警視庁捜査一課の係長）
- 山科伊佐緒：寺田農[2] （現代俳句誌「秀樹」の主宰者）
- ノモガクジ、春海四方、田口主将、和泉ちぬ、石崎チャベ太郎、明星真由美、安亜希子 ほか

#### スタッフ（2016年版）
- 脚本：深沢正樹[3]
- 監督：松田礼人[3]
- エンディングテーマ：ダンドイ舞莉花 from Afro Bop Crew「I'm Okay」[3]
- 選曲：御園雅也
- 医療監修：片山雅彦
- 警察監修：古谷謙一
- スタント：タカハシレーシング
- 技術協力：東通
- 美術協力：アックス
- 写真素材提供：PIXTA
- チーフプロデューサー：岡部紳二
- プロデュース：中川順平、森田光則、関根俊夫
- 製作：テレビ東京、オスカープロモーション[3]